# 穆罕默德三世 (摩洛哥)
穆罕默德三世，本名穆罕默德·本·阿卜達拉（阿拉伯语：‎，Mohammed ben Abdallah）是摩洛哥阿拉維王朝的蘇丹，於1757年至1790年在位。
穆罕默德三世在位期間，1765年法國海軍試圖入侵並佔領摩洛哥北部城市拉臘什，但被擊退。1777年，穆罕默德三世宣布美國船隻可自由航行摩洛哥的海域，使摩洛哥成為第一個承認美國獨立的國家。